# Gorbitz
Gorbitz är en stadsdel i Dresden i Sachsen i Tyskland.
Gorbitz består mest av DDR-planerade bostadskomplex, byggda under början av 1980-talet. Dessa har nu delvis börjat rivas och byggas om.